# Angela Piskernik
Angela Piskernik [ángela pískərnik], slovenska botaničarka, muzealka, pedagoginja in naravovarstvenica, * 27. avgust 1886, Lobnik pri Železni Kapli, Koroška, † 23. december 1967, Ljubljana.

## Življenje in delo
Šolala se je pri uršulinkah v Celovcu in kasneje na prvi državni gimnaziji v Gradcu ter Univerzi na Dunaju, kjer je študirala prirodoslovje in doktorirala leta 1914. Dodatno se je izpopolnjevala na področjih rastlinske anatomije in fiziologije.
Zaradi aktivnega javnega delovanja v slovenski narodni skupnosti ni dobila državne službe v Avstriji, zato se je nekaj časa preživljala kot zasebna učiteljica, med letoma 1916 in 1926 pa kot sodelavka Kranjskega deželnega muzeja v Ljubljani. Med letoma 1926 in 1943 je službovala v različnih slovenskih gimnazijah, med drugim na ljubljanski Klasični gimnaziji.
V času nemške okupacije med letoma 1943 in 1945 je bila zaprta in nato internirana v koncentracijskem taborišču Ravensbrück. Po drugi svetovni vojni je postala direktorica Prirodoslovnega muzeja Slovenije in v študijskem letu 1946/47 še honorarna predavateljica splošne botanike na Filozofski fakulteti v Ljubljani.
Njeno najbolj znano delo je Ključ za določanje cvetnic in praprotnic. Aktivna je bila na področju varovanja narave, med drugim je bila pobudnica zaščite prvih varstveno pomembnih območij narave v Sloveniji, kot so Krakovski gozd, Rakov Škocjan, Robanov kot idr. Dolga leta se je zavzemala tudi za ustanovitev Triglavskega narodnega parka.

## Izbrana bibliografija
- Ključ za določanje cvetnic in praprotnic Arhivirano 2014-02-24 na Wayback Machine. (izd. 1941, ponatis 1951), Državna založba Slovenije, Ljubljana.
- Narodopisni paberki iz Lobnika pri Železni Kapli (1963/1964), Slovenski etnograf 16/17, s. 307-315
- Jugoslovansko-Avstrijski visokogorski park (predlog za zavarovanje) (1965) Varstvo narave 4, s. 7-15

## Film
- Dokumentarni film Kuharska knjiga dr. Angele Piskernik, režija: Amir Muratović, 50 minut, Televizija Slovenija (2012).